# 贝蒂尔·哈泽
贝蒂尔·哈泽（瑞典語：Bertil Haase，1923年6月5日—2014年7月7日），瑞典男子现代五项运动员。他曾代表瑞典参加1948年冬季奥林匹克运动会冬季五项比赛，获得一枚铜牌。他也参加了1956年夏季奥林匹克运动会现代五项比赛。